# قضاء إب
قضاء إب أحد أقضية لواء تعز التابع لولاية اليمن في العهد العثماني، حيث قسمت الدولة العثمانية ما كانت تحكمه من ولاية اليمن إلى أربعة ألوية رئيسية، ويندرج تحته عدد من الأقضية، ويشمل كل قضاء عدة مخاليف أو النواحي.
مركزه مدينة إب ومن نواحيه: جبلة ، المخادر..